# Quattro Giorni di Dunkerque 1980
La Quattro Giorni di Dunkerque 1980, ventiseiesima edizione della corsa, si svolse dal 7 all'11 maggio su un percorso di 927 km ripartiti in 5 tappe (la quarta e la quinta suddivise in due semitappe), con partenza e arrivo a Dunkerque. Fu vinta dal belga Jean-Luc Vandenbroucke della La Redoute-Motobecane davanti al francese Hubert Linard e al portoghese Joaquim Agostinho.

## Tappe
| Tappa  | Data      | Percorso                                                  | km   | Vincitore di tappa     | Leader cl. generale    |
| ------ | --------- | --------------------------------------------------------- | ---- | ---------------------- | ---------------------- |
| 1ª     | 7 maggio  | Dunkerque > Dunkerque                                     | 199  | Roger De Vlaeminck     | Roger De Vlaeminck     |
| 2ª     | 8 maggio  | Aire-sur-la-Lys > San Quintino                            | 176  | Guido Van Sweevelt     | Guido Van Sweevelt     |
| 3ª     | 9 maggio  | San Quintino > Poperinge                                  | 204  | Bert Oosterbosch       | Bert Oosterbosch       |
| 4ª-1ª  | 10 maggio | Poperinge > Villeneuve-d'Ascq                             | 118  | Jean-François Pescheux | Jean-François Pescheux |
| 4ª-2ª  | 10 maggio | Villeneuve-d'Ascq > Villeneuve-d'Ascq (cron. individuale) | 15,8 | Jean-Luc Vandenbroucke | Jean-Luc Vandenbroucke |
| 5ª-1ª  | 11 maggio | Bailleul > Bailleul                                       | 118  | André Mollet           | Jean-Luc Vandenbroucke |
| 5ª-2ª  | 11 maggio | Killem > Dunkerque                                        | 96   | Eddy Vanhaerens        | Jean-Luc Vandenbroucke |
| Totale | Totale    | Totale                                                    | 927  |                        |                        |

## Dettagli delle tappe

### 1ª tappa
- 7 maggio: Dunkerque > Dunkerque – 199 km

| Pos. | Corridore          | Squadra    | Tempo    |
| ---- | ------------------ | ---------- | -------- |
| 1    | Roger De Vlaeminck | Boule d'Or | 5h15'51" |
| 2    | Marc Demeyer       | Ijsboerke  | s.t.     |
| 3    | Guy Sibille        | Peugeot    | s.t.     |

| Pos. | Corridore          | Squadra    | Tempo |
| ---- | ------------------ | ---------- | ----- |
| 1    | Roger De Vlaeminck | Boule d'Or |       |

### 2ª tappa
- 8 maggio: Aire-sur-la-Lys > San Quintino – 176 km

| Pos. | Corridore            | Squadra    | Tempo    |
| ---- | -------------------- | ---------- | -------- |
| 1    | Guido Van Sweevelt   | Ijsboerke  | 4h13'44" |
| 2    | Jean-Philippe Pipart | La Redoute | s.t.     |
| 3    | Piet van Katwijk     | TI-Raleigh | s.t.     |

| Pos. | Corridore          | Squadra   | Tempo |
| ---- | ------------------ | --------- | ----- |
| 1    | Guido Van Sweevelt | Ijsboerke |       |

### 3ª tappa
- 9 maggio: San Quintino > Poperinge – 204 km

| Pos. | Corridore          | Squadra    | Tempo    |
| ---- | ------------------ | ---------- | -------- |
| 1    | Bert Oosterbosch   | TI-Raleigh | 5h22'55" |
| 2    | Roger De Vlaeminck | Boule d'Or | s.t.     |
| 3    | Régis Delepine     | Peugeot    | s.t.     |

| Pos. | Corridore        | Squadra    | Tempo |
| ---- | ---------------- | ---------- | ----- |
| 1    | Bert Oosterbosch | TI-Raleigh |       |

### 4ª tappa - 1ª semitappa
- 10 maggio: Poperinge > Villeneuve-d'Ascq – 118 km

| Pos. | Corridore              | Squadra    | Tempo    |
| ---- | ---------------------- | ---------- | -------- |
| 1    | Jean-François Pescheux | La Redoute | 2h40'58" |
| 2    | Roger De Vlaeminck     | Boule d'Or | a 2'39"  |
| 3    | Guido Van Sweevelt     | Ijsboerke  | a 2'40"  |

| Pos. | Corridore              | Squadra    | Tempo |
| ---- | ---------------------- | ---------- | ----- |
| 1    | Jean-François Pescheux | La Redoute |       |

### 4ª tappa - 2ª semitappa
- 10 maggio: Villeneuve-d'Ascq > Villeneuve-d'Ascq (cron. individuale) – 15,8 km

| Pos. | Corridore              | Squadra    | Tempo  |
| ---- | ---------------------- | ---------- | ------ |
| 1    | Jean-Luc Vandenbroucke | La Redoute | 20'00" |
| 2    | Fons De Wolf           | Boule d'Or | a 7"   |
| 3    | Gerrie Knetemann       | TI-Raleigh | a 35"  |

| Pos. | Corridore              | Squadra    | Tempo |
| ---- | ---------------------- | ---------- | ----- |
| 1    | Jean-Luc Vandenbroucke | La Redoute |       |

### 5ª tappa - 1ª semitappa
- 11 maggio: Bailleul > Bailleul – 118 km

| Pos. | Corridore              | Squadra    | Tempo    |
| ---- | ---------------------- | ---------- | -------- |
| 1    | André Mollet           | Miko       | 3h03'04" |
| 2    | Marc Demeyer           | Ijsboerke  | s.t.     |
| 3    | Jean-Luc Vandenbroucke | La Redoute | s.t.     |

| Pos. | Corridore              | Squadra    | Tempo |
| ---- | ---------------------- | ---------- | ----- |
| 1    | Jean-Luc Vandenbroucke | La Redoute |       |

### 5ª tappa - 2ª semitappa
- 11 maggio: Killem > Dunkerque – 96 km

| Pos. | Corridore               | Squadra    | Tempo    |
| ---- | ----------------------- | ---------- | -------- |
| 1    | Eddy Vanhaerens         | Boule d'Or | 2h15'45" |
| 2    | Gilbert Duclos-Lassalle | Peugeot    | a 2"     |
| 3    | Fons De Wolf            | Boule d'Or | a 33"    |

| Pos. | Corridore              | Squadra    | Tempo     |
| ---- | ---------------------- | ---------- | --------- |
| 1    | Jean-Luc Vandenbroucke | La Redoute | 23h16'56" |
| 2    | Hubert Linard          | Peugeot    | a 41"     |
| 3    | Joaquim Agostinho      | Puch       | a 56"     |

## Classifiche finali

### Classifica generale
| Pos. | Corridore              | Squadra                    | Tempo     |
| ---- | ---------------------- | -------------------------- | --------- |
| 1    | Jean-Luc Vandenbroucke | La Redoute-Motobecane      | 23h16'56" |
| 2    | Hubert Linard          | Peugeot-Esso-Michelin      | a 41"     |
| 3    | Joaquim Agostinho      | Puch-Campagnolo-Sem        | a 56"     |
| 4    | Gery Verlinden         | Ijsboerke-Warncke Eis      | a 57"     |
| 5    | Ferdi Van den Haute    | La Redoute-Motobecane      | a 1'00"   |
| 6    | Jean-René Bernaudeau   | Renault-Gitane             | a 1'30"   |
| 7    | André Mollet           | Miko-Mercier-Vivagel-Volvo | a 2'25"   |
| 8    | Marc Demeyer           | Ijsboerke-Warncke Eis      | a 3'34"   |
| 9    | Jan van Houwelingen    | Boule d'Or-Studio Casa     | a 5'31"   |
| 10   | Jean-François Pescheux | La Redoute-Motobecane      | a 5'42"   |